# Kedive
Kedive ('onderkoning' of 'prins') was van 1867 tot 1914 de titel van de gouverneur van het kedivaat Egypte. De titel werd voor het eerst gegeven aan gouverneur Ismail, een afstammeling van Muhammad Ali Pasja, in 1867.
Het woord kedive stamt van het Perzische khidiv (prins), een afgeleide van khuda (meester, prins), uit het Oudperzische khvadata (meester).
Nominaal regeerden de kediven onder de sultan van het Ottomaanse Rijk, maar in feite waren ze semi-onafhankelijke heersers. Na de Britse bezetting van Egypte aan het einde van de negentiende eeuw verviel de macht van de Ottomaanse sultan over Egypte. Na het uitbreken van de Eerste Wereldoorlog (1914) werd Egypte door de Britten losgekoppeld van Turkije. Het werd een sultanaat Egypte onder Britse protectie, en werd in 1922 een onafhankelijk koninkrijk Egypte onder Foead I van Egypte.